# Hendricus Gerardus van de Sande Bakhuyzen
Hendricus Gerardus van de Sande Bakhuyzen, född 2 april 1838 i Haag, död 8 januari 1923 i Leiden, var en nederländsk astronom. 
Sande Bakhuyzen blev, efter att han under några år varit gymnasielärare, 1867 professor i fysik vid Polytechnikum i Delft och var 1872-1909 professor i astronomi vid universitetet i Leiden och direktor för observatoriet där.
År 1900 blev han ständig sekreterare vid Internationella jordmätningen. Han utgav en mängd arbeten, särskilt inom praktisk astronomi och geodesi, delvis tillsammans med sin bror Ernst Frederik van de Sande Bakhuysen, som 1909 efterträdde honom som professor och observatoriedirektor i Leiden.